# Виборг (Јужна Дакота)
Виборг (енгл. Viborg) град је у америчкој савезној држави Јужна Дакота.

## Демографија
По попису из 2010. године број становника је 782, што је 50 (-6,0%) становника мање него 2000. године.
| Група             | 2000.       | 2010.       |
| Белци             | 826 (99,3%) | 767 (98,1%) |
| Афроамериканци    | 0 (0,0%)    | 0 (0,0%)    |
| Азијати           | 1 (0,1%)    | 0 (0,0%)    |
| Хиспаноамериканци | 1 (0,1%)    | 5 (0,6%)    |
| Укупно            | 832         | 782         |